# 14, Fabian Road
14, Fabian Road es una película española escrita y dirigida por Jaime de Armiñán, estrenada en 2008 en el marco del Festival de Cine Español de Málaga, donde obtuvo el Premio al Mejor Guion.

## Sinopsis
La escritora argentina Camila Ponte está inmersa en la gira de promoción de su exitosa primera novela, acompañada por una directiva de la editorial, y en uno de los actos se le acerca una inquietante mujer que la conduce a un hotel, regentado por Palmira, donde vivirá un singular secuestro sin petición de rescate ni fecha de liberación. Entre las dos mujeres surge una relación que va desde la sospecha y la desconfianza al amor y el odio.

## Ficha artística
- Ana Torrent (Vega Galindo)
- Julieta Cardinali (Camila Ponte)
- Ángela Molina (Palmira)
- Cuca Escribano (Fernanda Segovia)
- Omero Antonutti (Benson)
- Fernando Guillén (Gonzalo Gonzalvo)
- Fele Martínez (Enrique Gonzalvo)
- Fátima Rincón (Rafaelita)